# Формула-1 — Гран-прі Мехіко 2022
Гран-прі Мехіко 2022 (офіційно — Formula 1 Gran Premio de la Ciudad de México 2022) — автоперегони чемпіонату світу з Формули-1, які відбулися 30 жовтня 2022 року. Гонка була проведена на автодромі імені братів Родрігес у м. Мехіко (Мексика). Це двадцятий етап чемпіонату світу і двадцять третє Гран-прі Мексики в історії.
Переможцем гонки став нідерландець Макс Ферстаппен (Ред Булл — RBPT). Друге місце посів Льюїс Гамільтон (Мерседес), а третє — Серхіо Перес (Ред Булл — RBPT).
Чинним переможцем гонки був Макс Ферстаппен, який у 2021 році виступав за команду Ред Булл.

## Положення у чемпіонаті перед гонкою
| Місце   | Пілот               | Очки |
| ------- | ------------------- | ---- |
| 1       | Макс Ферстаппен     | 391  |
| 2       | Шарль Леклер        | 267  |
| 3       | Серхіо Перес        | 265  |
| 4       | Джордж Расселл      | 218  |
| 5       | Карлос Сайнс (мол.) | 202  |
| Джерело |                     |      |

| Місце   | Конструктор         | Очки |
| ------- | ------------------- | ---- |
| 1       | Ред Булл — RBPT     | 656  |
| 2       | Феррарі             | 469  |
| 3       | Мерседес            | 416  |
| 4       | Альпін — Рено       | 149  |
| 5       | Макларен — Мерседес | 138  |
| Джерело |                     |      |

## Шини
Під час гран-прі було дозволено використовувати шини Pirelli C2, C3 і C4 (hard, medium і soft).
| Hard | Medium | Soft |
| ---- | ------ | ---- |

## Вільні заїзди
| Сесія | Лідер               | Конструктор | Ш | Час      | Джерело |
| ----- | ------------------- | ----------- | - | -------- | ------- |
| 1     | Карлос Сайнс (мол.) | Феррарі     | P | 1:20.707 | [ 3 ]   |
| 2     | Джордж Расселл      | Мерседес    | P | 1:19.970 | [ 4 ]   |
| 3     | Джордж Расселл      | Мерседес    | P | 1:18.399 | [ 5 ]   |

## Кваліфікація
| Місце                                   | №  | Пілот               | Конструктор             | Частина 1 | Частина 2 | Частина 3 | Старт |
| --------------------------------------- | -- | ------------------- | ----------------------- | --------- | --------- | --------- | ----- |
| 1                                       | 1  | Макс Ферстаппен     | Ред Булл — RBPT         | 1:19.222  | 1:18.566  | 1:17.775  | 1     |
| 2                                       | 63 | Джордж Расселл      | Мерседес                | 1:19.583  | 1:18.565  | 1:18.079  | 2     |
| 3                                       | 44 | Льюїс Гамільтон     | Мерседес                | 1:19.169  | 1:18.552  | 1:18.084  | 3     |
| 4                                       | 11 | Серхіо Перес        | Ред Булл — RBPT         | 1:19.706  | 1:18.615  | 1:18.128  | 4     |
| 5                                       | 55 | Карлос Сайнс (мол.) | Феррарі                 | 1:19.566  | 1:18.560  | 1:18.351  | 5     |
| 6                                       | 77 | Вальттері Боттас    | Альфа Ромео — Феррарі   | 1:19.523  | 1:18.762  | 1:18.401  | 6     |
| 7                                       | 16 | Шарль Леклер        | Феррарі                 | 1:19.505  | 1:19.109  | 1:18.555  | 7     |
| 8                                       | 4  | Ландо Норріс        | Макларен — Мерседес     | 1:19.857  | 1:19.119  | 1:18.721  | 8     |
| 9                                       | 14 | Фернандо Алонсо     | Альпін — Рено           | 1:20.006  | 1:19.272  | 1:18.939  | 9     |
| 10                                      | 31 | Естебан Окон        | Альпін — Рено           | 1:19.945  | 1:19.081  | 1:19.010  | 10    |
| 11                                      | 3  | Данієль Ріккардо    | Макларен — Мерседес     | 1:20.279  | 1:19.325  |           | 11    |
| 12                                      | 24 | Чжоу Гуаньюй        | Альфа Ромео — Феррарі   | 1:20.283  | 1:19.476  |           | 12    |
| 13                                      | 22 | Юкі Цунода          | Альфа Таурі — RBPT      | 1:19.907  | 1:19.589  |           | 13    |
| 14                                      | 10 | П'єр Гаслі          | Альфа Таурі — RBPT      | 1:20.256  | 1:19.672  |           | 14    |
| 15                                      | 20 | Кевін Магнуссен     | Хаас — Феррарі          | 1:20.293  | 1:19.833  |           | 19    |
| 16                                      | 47 | Мік Шумахер         | Хаас — Феррарі          | 1:20.419  |           |           | 15    |
| 17                                      | 5  | Себастьян Феттель   | Астон Мартін — Мерседес | 1:20.419  |           |           | 16    |
| 18                                      | 18 | Ленс Стролл         | Астон Мартін — Мерседес | 1:20.520  |           |           | 20    |
| 19                                      | 23 | Александр Албон     | Вільямс — Мерседес      | 1:20.859  |           |           | 17    |
| 20                                      | 6  | Ніколас Латіфі      | Вільямс — Мерседес      | 1:21.167  |           |           | 18    |
| 107 % від лідера першої сесії: 1:24.710 |    |                     |                         |           |           |           |       |
| Джерело:                                |    |                     |                         |           |           |           |       |

## Гонка
| Місце                                                                       | №  | Пілот               | Конструктор             | Кола | Час/причина сходу      | Старт | Очки |
| --------------------------------------------------------------------------- | -- | ------------------- | ----------------------- | ---- | ---------------------- | ----- | ---- |
| 1                                                                           | 1  | Макс Ферстаппен     | Ред Булл — RBPT         | 71   | 1:38:36.729            | 1     | 25   |
| 2                                                                           | 44 | Льюїс Гамільтон     | Мерседес                | 71   | +15.186                | 3     | 18   |
| 3                                                                           | 11 | Серхіо Перес        | Ред Булл — RBPT         | 71   | +18.097                | 4     | 15   |
| 4                                                                           | 63 | Джордж Расселл      | Мерседес                | 71   | +49.431                | 2     | 13   |
| 5                                                                           | 55 | Карлос Сайнс (мол.) | Феррарі                 | 71   | +58.123                | 5     | 10   |
| 6                                                                           | 16 | Шарль Леклер        | Феррарі                 | 71   | +1:08.774              | 7     | 8    |
| 7                                                                           | 3  | Данієль Ріккардо    | Макларен — Мерседес     | 70   | +1 коло                | 11    | 6    |
| 8                                                                           | 31 | Естебан Окон        | Альпін — Рено           | 70   | +1 коло                | 10    | 4    |
| 9                                                                           | 4  | Ландо Норріс        | Макларен — Мерседес     | 70   | +1 коло                | 8     | 2    |
| 10                                                                          | 77 | Вальттері Боттас    | Альфа Ромео — Феррарі   | 70   | +1 коло                | 6     | 1    |
| 11                                                                          | 10 | П'єр Гаслі          | Альфа Таурі — RBPT      | 70   | +1 коло                | 14    |      |
| 12                                                                          | 23 | Александр Албон     | Вільямс — Мерседес      | 70   | +1 коло                | 17    |      |
| 13                                                                          | 24 | Чжоу Гуаньюй        | Альфа Ромео — Феррарі   | 70   | +1 коло                | 12    |      |
| 14                                                                          | 5  | Себастьян Феттель   | Астон Мартін — Мерседес | 70   | +1 коло                | 16    |      |
| 15                                                                          | 18 | Ленс Стролл         | Астон Мартін — Мерседес | 70   | +1 коло                | 20    |      |
| 16                                                                          | 47 | Мік Шумахер         | Хаас — Феррарі          | 70   | +1 коло                | 15    |      |
| 17                                                                          | 20 | Кевін Магнуссен     | Хаас — Феррарі          | 70   | +1 коло                | 19    |      |
| 18                                                                          | 6  | Ніколас Латіфі      | Вільямс — Мерседес      | 69   | +2 кола                | 18    |      |
| 19                                                                          | 14 | Фернандо Алонсо     | Альпін — Рено           | 63   | Двигун                 | 9     |      |
| Схід                                                                        | 22 | Юкі Цунода          | Альфа Таурі — RBPT      | 50   | Пошкодження від аварії | 13    |      |
| Найшвидше коло: Джордж Расселл (Мерседес) — 1:20.153, поставлене на 71 колі |    |                     |                         |      |                        |       |      |
| Джерело:                                                                    |    |                     |                         |      |                        |       |      |

## Положення у чемпіонаті після гонки
| Місце   | Пілот           | Очки |
| ------- | --------------- | ---- |
| 1       | Макс Ферстаппен | 416  |
| 2       | Серхіо Перес    | 280  |
| 3       | Шарль Леклер    | 275  |
| 4       | Джордж Расселл  | 231  |
| 5       | Льюїс Гамільтон | 216  |
| Джерело |                 |      |

| Місце   | Конструктор         | Очки |
| ------- | ------------------- | ---- |
| 1       | Ред Булл — RBPT     | 696  |
| 2       | Феррарі             | 487  |
| 3       | Мерседес            | 447  |
| 4       | Альпін — Рено       | 153  |
| 5       | Макларен — Мерседес | 146  |
| Джерело |                     |      |